# Seherelela
Seherelela est une ville du Botswana.